# Championnat d'Écosse de football de troisième division 2012-2013
Navigation
Édition précédente Édition suivante
Le Championnat d'Écosse de football de D3 2012-2013 (ou Scottish Football League Second Division), est la 37e édition du Championnat d'Écosse de football D3. 
Cette épreuve regroupe 10 équipes qui s'affrontent quatre fois, sur un total de 36 journées. Le champion sera promu en Scottish Football League First Division. Les trois équipes suivantes au classement participeront aux barrages de promotion/relégation en compagnie de l'avant-dernier du classement de division supérieure. À l'inverse, le dernier du classement sera relégué en Third Division et l'avant-dernier disputera les barrages de promotion/relégation contre les équipes classées 2e, 3e et 4e de division inférieure.
Le 30 mars 2013, le club de Queen Of The South remporte 2-1 un match contre Brechin City et s'assure ainsi le titre de champion d'Écosse de troisième division dès la 31e journée de championnat.

## Les clubs participant à l’édition 2012-2013
- Alloa Athletic
- Stranraer FC
- Albion Rovers
- Arbroath FC
- Brechin City
- Ayr United
- East Fife
- Forfar Athletic
- Stenhousemuir FC
- Queen Of The South

## Classement
Le classement est établi sur le barème de points classique (victoire à 3 points, match nul à 1, défaite à 0). Les clubs sont départagés en fonction des critères suivants :
1. Plus grande « différence de buts générale »
2. Plus grand nombre de buts marqués

| Rang | Équipe               | Pts | J  | G  | N  | P  | Bp | Bc | Diff |
| ---- | -------------------- | --- | -- | -- | -- | -- | -- | -- | ---- |
| 1    | Queen of the South R | 92  | 36 | 29 | 5  | 2  | 92 | 23 | +69  |
| 2    | Alloa Athletic P     | 67  | 36 | 20 | 7  | 9  | 62 | 35 | +27  |
| 3    | Brechin City         | 61  | 36 | 19 | 4  | 13 | 72 | 59 | +13  |
| 4    | Forfar Athletic      | 54  | 36 | 17 | 3  | 16 | 67 | 74 | -7   |
| 5    | Arbroath FC          | 52  | 36 | 15 | 7  | 14 | 47 | 57 | -10  |
| 6    | Stenhousemuir FC     | 49  | 36 | 12 | 13 | 11 | 59 | 59 | 0    |
| 7    | Ayr United R         | 41  | 36 | 12 | 5  | 19 | 53 | 65 | -12  |
| 8    | Stranraer FC P       | 37  | 36 | 10 | 7  | 19 | 43 | 71 | -28  |
| 9    | East Fife            | 32  | 36 | 8  | 8  | 20 | 50 | 65 | -15  |
| 10   | Albion Rovers        | 24  | 36 | 7  | 3  | 26 | 45 | 82 | -37  |

Promotions / Relégations
- Promotion en Scottish First Division 2013-2014
- Qualification pour les barrages d'accession en Scottish First Division
- Relégation en Scottish Third Division 2013-2014
- Barrages de relégation en Scottish Third Division

Abréviations
- P : Promus de Scottish Third Division 2011-2012
- R : Relégués de Scottish First Division 2011-2012

### Barrages de promotion/relégation
Les équipes classées deuxième, troisième et quatrième participent aux barrages. Si une de ces équipes remporte cette compétition prenant la forme d'une coupe en matches aller-retour, elle accède à la division supérieure.
La quatrième équipe participante est l'équipe ayant terminée à l'avant-dernière place de la division supérieure. Si cette équipe remporte la compétition, elle se maintient dans sa division. Dans le cas contraire, elle est reléguée.

#### Demi-finales aller
|  | Brechin City | 0 - 2   | Alloa Athletic |  |
|  |              | (0 - 1) |                |  |

|  | Forfar Athletic | 3 - 1   | Dunfermline Athletic |  |
|  |                 | (3 - 0) |                      |  |

#### Demi-finales retour
|  | Alloa Athletic | 2 - 3   | Brechin City |  |
|  |                | (1 - 1) |              |  |

Score cumulé : Alloa Athletic 4 - 3 Brechin City
|  | Dunfermline Athletic | 6 - 1 ap | Forfar Athletic |  |
|  |                      | (1 - 1)  |                 |  |

Score cumulé : Dunfermline Athletic 7 - 4 Forfar Athletic

#### Finale aller
|  | Alloa Athletic | 3 - 0   | Dunfermline Athletic |  |
|  |                | (2 - 0) |                      |  |

#### Finale retour
|  | Dunfermline Athletic | 1 - 0   | Alloa Athletic |  |
|  |                      | (0 - 0) |                |  |

Score cumulé : Alloa Athletic 3 - 1 Dunfermline Athletic
Dunfermline Athletic est relégué en Second Division, tandis que Alloa Athletic obtient sa seconde montée en division supérieure de suite.